# Safia eminens
Safia eminens är en fjärilsart som beskrevs av William Schaus 1901. Safia eminens ingår i släktet Safia och familjen nattflyn. Inga underarter finns listade.